# Hyperolius acuticephalus
Hyperolius acuticephalus és una espècie de granota de la família dels hiperòlids que viu a la República Centreafricana.